# Landesmusikakademie Niedersachsen
Die 2009 eröffnete Landesmusikakademie Niedersachsen in Wolfenbüttel ist eine von 24 Musikbildungsstätten in Deutschland und Teil des Arbeitskreises der Musikbildungsstätten.

## Aufgaben
Die Landesmusikakademie Niedersachsen ist die zentrale Arbeits-, Fortbildungs- und Begegnungsstätte für die Laienmusik und die professionelle Musikausübung im Land Niedersachsen. Als Tochterunternehmen des Landesmusikrats Niedersachsen ist sie Heimat der niedersächsischen Landesensembles (Niedersächsisches Jugendsinfonieorchester, Landesjugendchor Niedersachsen, Jugendjazzorchester Niedersachsen „Windmachine“, Landesjugendblasorchester Niedersachsen und Landesjugendensemble Neue Musik Niedersachsen) sowie der Maßnahmen zur Begabtenförderung. Als Servicehaus der niedersächsischen Musikkultur bietet sie mit ihren zahlreichen Proberäumen – auch für große Orchesterbesetzungen –, einem Aufnahmestudio, einer umfangreichen Ausstattung mit Instrumenten sowie Unterkünften im angeschlossenen Jugendgästehaus der Stadt Wolfenbüttel optimale Probe-, Arbeits-, Konzert- und Produktionsbedingungen. Mit ihrem Auftrag zur Förderung der Musikkultur des Landes Niedersachsen organisiert sie zudem eigene Maßnahmen, Projekte, Kurse und Tagungen. 
Die Akademie ist zudem Servicehaus für die Musikvereine Niedersachsens, für die musikpädagogische Arbeit mit begabten Jugendlichen, für Fortbildungstagungen zur Qualifizierung und für wissenschaftliche Tagungen zur Musikkultur in Niedersachsen.
In der Landesmusikakademie finden statt
- die Arbeitsphasen der Jugendauswahlensembles des Landes,
- die Durchführung von Fördermaßnahmen für Preisträger von „Jugend musiziert“, „Jugend jazzt“, „Niedersächsischer Chor- und Orchesterwettbewerb“ u. a.,
- internationale Hochbegabtenförderung in der Musik,
- die Qualifizierung von Laienmusikern aus Chören und Instrumentalensembles,
- die Fortbildung von Übungsleitern in der Musik,
- die Förderung von musikalischer Jugendarbeit,
- Fortbildungen zur Qualifizierung von Musiklehrerinnen und Musiklehrern und
- Fortbildungen zum qualitätsorientierten Management in Musikvereinen.

## Räume und Ausstattung
In der im August 2009 eröffneten Akademie befinden sich ein Orchestersaal (360 m²), ein Kammermusiksaal (160 m²), ein Rhythmiksaal (100 m²), ein Perkussionsstudio (68 m²), ein Lehrtonstudio (132 m²) und drei Seminarräume (50–65 m²).
Die Einrichtung verfügt unter anderem über vier Flügel, vier Klaviere, ein umfangreiches Orchesterinstrumentarium, Schlagwerk, Stabspiele („Mallets Percussion“), Orffsche Instrumente, Elektronik und Ausrüstung für Bands.
Von dem professionellen Tonstudio aus können Aufnahmen aus allen Räumen der Akademie gemacht werden. Es existieren Beschallungsanlagen, Bühnenlicht, Konferenztechnik, Großprojektoren, Flipcharts und White Boards.
Zum selben Gebäudekomplex gehört das zugleich errichtete Jugendgästehaus der Stadt Wolfenbüttel. Es bietet 129 Betten in Ein- bis Vier-Bett-Zimmern, einen Speisesaal mit Küche, eine Cafeteria, Seminar- und Freizeiträume.
Seit Juli 2012 befinden sich in der Villa Seeliger im an die Akademie angrenzenden Seeliger-Park weitere Kammermusik-, Chor- und Bandprobenräume sowie die Büros der Akademiemitarbeiter. Das Gebäude wurde dafür denkmalgerecht saniert.